# Coupe de Tunisie de football 1982-1983
Navigation
Coupe de Tunisie 1981-1982 Coupe de Tunisie 1983-1984
La coupe de Tunisie de football 1982-1983 est la 27e édition de la coupe de Tunisie depuis 1956, et la 52e en tenant compte des éditions jouées avant l'indépendance. Elle est organisée par la Fédération tunisienne de football.
La finale oppose l'Étoile sportive du Sahel, qui remporte à l'occasion sa sixième coupe, et l'Avenir sportif de La Marsa, qui dispute sa septième finale.

## Résultats

### Premier tour éliminatoire
Il concerne les 43 clubs de seconde division. 29 clubs sont qualifiés par tirage au sort et quatorze se rencontrent pour en qualifier sept.
- Club olympique des transports - Club sportif de Menzel Bouzelfa : 3 - 1
- Tinja Sports - Club sportif hilalien : 0 - 2
- Grombalia Sports - Olympique de Béja : 1 - 1 (t. a. b. : 3 - 4)
- STIR sportive de Zarzouna - El Makarem de Mahdia : 1 - 0
- Étoile sportive de Béni Khalled - Sporting Club de Moknine : 0 - 0 (t. a. b. : 2 - 4)
- Enfida Sports - Espérance sportive de Zarzis : 2 - 2 (t. a. b. : 6 - 7)
- Union sportive de Siliana - Progrès sportif de Sakiet Eddaïer : forfait

### Deuxième tour éliminatoire
- Vague sportive de Menzel Abderrahmane - Union sportive de Siliana : 0 - 1
- Jeunesse sportive d'El Omrane - STIR sportive de Zarzouna : 2 - 0
- Stade africain de Menzel Bourguiba - La Palme sportive de Tozeur : 1 - 0
- Stade sportif sfaxien - Club olympique des transports : 1 - 0
- Union sportive de Bousalem - Club sportif hilalien : 0 - 2
- Avenir populaire de Soliman - Association Mégrine Sport : 1 - 0
- Club olympique de Sidi Bouzid - El Ahly Mateur : 0 - 0 (t. a. b. : 8 - 9)
- Espérance sportive de Zarzis - STIA Sousse : 2 - 1
- El Gawafel sportives de Gafsa-Ksar - Espoir sportif de Hammam Sousse : 0 - 0 (t. a. b. : 3 - 2)
- Club sportif des cheminots - Croissant sportif de M'saken : 2 - 1
- Club sportif de Makthar - Étoile sportive de Radès : 5 - 0
- Aigle sportif de Téboulba - Dahmani Athlétique Club : 0 - 0 (t. a. b. : 3 - 2)
- Olympique de Béja - Stade soussien : forfait
- Avenir sportif de Gabès - Croissant sportif de Redeyef : 1 - 0
- Olympique du Kef - Sporting Club de Moknine : forfait
- Olympique de Médenine - Association sportive de Djerba : 0 - 0 (t. a. b. : 1 -4)
- Stade nabeulien - Étoile sportive de Métlaoui : 5 - 0
- Sporting Club de Ben Arous - Badr sportif d'El Aïn : forfait

### Troisième tour éliminatoire
- Union sportive de Siliana - Jeunesse sportive d'El Omrane : 0 - 2
- Stade africain de Menzel Bourguiba - Stade sportif sfaxien : 1 - 0
- Club sportif hilalien - Avenir populaire de Soliman : 3 - 2
- El Ahly Mateur - Espérance sportive de Zarzis : forfait
- El Gawafel sportives de Gafsa-Ksar - Club sportif des cheminots : 0 - 1
- Club sportif de Makthar - Aigle sportif de Téboulba : forfait
- Olympique de Béja - Avenir sportif de Gabès : 1 - 0
- Olympique du Kef - Association sportive de Djerba : 1 - 0
- Stade nabeulien - Sporting Club de Ben Arous : 2 - 1

### Représentants des ligues régionales
- Association sportive de Mahrès (ligue du Sud)
- Baâth sportif de Mohamedia (ligue du Cap-Bon)
- Flèche sportive de Gafsa-Ksar (ligue du Sud-Ouest)
- Union sportive de Zarzis (ligue du Sud-Est)
- Football Club de Jérissa (ligue du Nord-Ouest)
- Gazelle sportive de Bekalta (ligue du Centre-Est)
- Club sportif des municipaux (ligue de Tunis)
- Tinja Sports (ligue du Nord)
- Patriote de Sousse (ligue du Centre)

### Seizièmes de finale
Trente deux équipes participent à ce tour, les neuf qualifiés du tour précédent, neuf représentants des ligues régionales et les quatorze clubs de la division nationale. Les matchs sont joués le 9 janvier 1983.
| Équipe 1                     | Équipe 2                           | Score 90' | Score 120' | Tirs au but |
| ---------------------------- | ---------------------------------- | --------- | ---------- | ----------- |
| Avenir sportif de La Marsa   | Jeunesse sportive d'El Omrane      | 4 - 2     |            |             |
| Union sportive monastirienne | Stade africain de Menzel Bourguiba | 2 - 0     |            |             |
| Club sportif de Korba        | Espérance sportive de Tunis        | 1 - 3     |            |             |
| Gazelle sportive de Bekalta  | Tinja Sports                       | 2 - 1     |            |             |
| Patriote de Sousse           | Jeunesse sportive kairouanaise     | 2 - 1     |            |             |
| Club africain                | Club sportif hilalien              | 2 - 1     |            |             |
| Club sportif des municipaux  | Étoile sportive du Sahel           | 0 - 3     |            |             |
| El Ahly Mateur               | Club athlétique bizertin           | 0 - 0     | 1 - 0      |             |
| Stade tunisien               | Association sportive de Mahrès     | 8 - 0     |            |             |
| Club sportif des cheminots   | Club sportif de Makthar            | 1 - 1     | 1 - 1      | 3 - 4       |
| Olympique de Béja            | Olympique du Kef                   | 0 - 0     | 0 - 0      | 4 - 3       |
| Océano Club de Kerkennah     | Baâth sportif de Mohamedia         | 7 - 0     |            |             |
| Stade nabeulien              | Flèche sportive de Gafsa-Ksar      | 4 - 0     |            |             |
| Club sportif de Hammam Lif   | Club sportif sfaxien               | 2 - 1     |            |             |
| Sfax railway sport           | Union sportive de Zarzis           | 2 - 0     |            |             |
| Football Club de Jérissa     | Stade gabésien                     | 1 - 1     | 1 - 2      |             |

### Huitièmes de finale
| Date            | Équipe 1                    | Équipe 2                     | Score 90' | Score 120' | Tirs au but |
| --------------- | --------------------------- | ---------------------------- | --------- | ---------- | ----------- |
| 27 février 1983 | Stade gabésien              | Club africain                | 0 - 1     |            |             |
| 27 février 1983 | Patriote de Sousse          | Stade nabeulien              | 1 - 0     |            |             |
| 27 février 1983 | Étoile sportive du Sahel    | Sfax railway sport           | 3 - 1     |            |             |
| 27 février 1983 | Avenir sportif de La Marsa  | El Ahly Mateur               | 3 - 0     |            |             |
| 27 février 1983 | Océano Club de Kerkennah    | Gazelle sportive de Bekalta  | 1 - 0     |            |             |
| 27 février 1983 | Olympique de Béja           | Club sportif de Hammam Lif   | 0 - 0     | 0 - 0      | 4 - 3       |
| 27 février 1983 | Espérance sportive de Tunis | Union sportive monastirienne | 1 - 0     |            |             |
| 27 février 1983 | Club sportif de Makthar     | Stade tunisien               | 0 - 1     |            |             |

### Quarts de finale
| Date         | Équipe 1           | Équipe 2                    | Score 90' | Score 120' | Tirs au but |
| ------------ | ------------------ | --------------------------- | --------- | ---------- | ----------- |
| 20 mars 1983 | Stade tunisien     | Océano Club de Kerkennah    | 3 - 0     |            |             |
| 20 mars 1983 | Olympique de Béja  | Étoile sportive du Sahel    | 0 - 0     | 0 - 0      | 1 - 3       |
| 20 mars 1983 | Patriote de Sousse | Avenir sportif de La Marsa  | 2 - 4     |            |             |
| 20 mars 1983 | Club africain      | Espérance sportive de Tunis | 1 - 1     | 3 - 1      |             |

### Demi-finales
| Date        | Équipe 1                   | Équipe 2       | Score 90' | Score 120' | Tirs au but |
| ----------- | -------------------------- | -------------- | --------- | ---------- | ----------- |
| 22 mai 1983 | Étoile sportive du Sahel   | Stade tunisien | 0 - 0     | 0 - 0      | 6 - 5       |
| 22 mai 1983 | Avenir sportif de La Marsa | Club africain  | 1 - 0     |            |             |

### Finale
| Date        | Équipe 1                 | Équipe 2                   | Score 90' | Score 120' |
| ----------- | ------------------------ | -------------------------- | --------- | ---------- |
| 5 juin 1983 | Étoile sportive du Sahel | Avenir sportif de La Marsa | 1 - 1     | 2 - 1      |

Les buts de la finale sont marqués par Jamel Garna (35e min) et Kamel Gabsi (93e min) pour l'Étoile sportive du Sahel et Mohamed Gasri (37e min) pour l'Avenir sportif de La Marsa. L'arbitre Ali Ben Naceur dirige la rencontre avec l'assistance de Habib Akrout et Naceur Kraiem, alors que Mongi Hechmi est quatrième arbitre.
Les formations alignées sont :
- Étoile sportive du Sahel (entraîneur : Mohsen Habacha) : Mondher Mhiri, Fethi Bouhallala, Salem Jaziri, Habib Cherif, Abderrazak Chebbi, Ridha Belkhiria (puis Hamma Trabelsi), Lotfi Hassoumi, Fethi Boudriga, Kamel Gabsi, Khemais Ben Fattoum, Jamel Garna (puis Riadh Amara)
- Avenir sportif de La Marsa (entraîneur : Taoufik Ben Othman) : Lassâad Gasri - Mohamed Gasri, Marzawan Nechi, Hassen Hicheri, Amor Jebali, Taoufik Maârouffi, Hichem Mannaï, Taoufik Jouini (puis Hamouda Damoussi), Samir Ben Messaoud, Faouzi Merzouki, Ezzeddine Gharbi (puis Faouzi Zayat)

## Meilleurs buteurs
Hamma Trabelsi (ESS), Néjib Limam et Faouzi Ben Farhat (ST), Samir Ben Messaoud (ASM) et Hédi Bayari (CA) marquent tous trois buts dans cette compétition.